# Skorošice
Skorošice (en allemand : Gurschdorf) est une commune du district de Jeseník, dans la région d'Olomouc, en République tchèque. Sa population s'élevait à 720 habitants en 2020.

## Géographie
Skorošice se trouve à 13 km au nord-ouest de Jeseník, à 81 km au nord-nord-est d'Olomouc et à 191 km à l'est-nord-est de Prague.
La commune est limitée par Vlčice au nord, par Žulová et Vápenná à l'est, par Lipová-lázně au sud, par la Pologne à l'ouest et par Uhelná au nord-ouest.

## Histoire
La première mention écrite du village date de 1284.